# 山田町衝原
 山田町衝原（やまだちょうつくはら）は、兵庫県神戸市北区の大字。旧武庫郡山田村大字衝原。郵便番号は651-1264。

## 地理

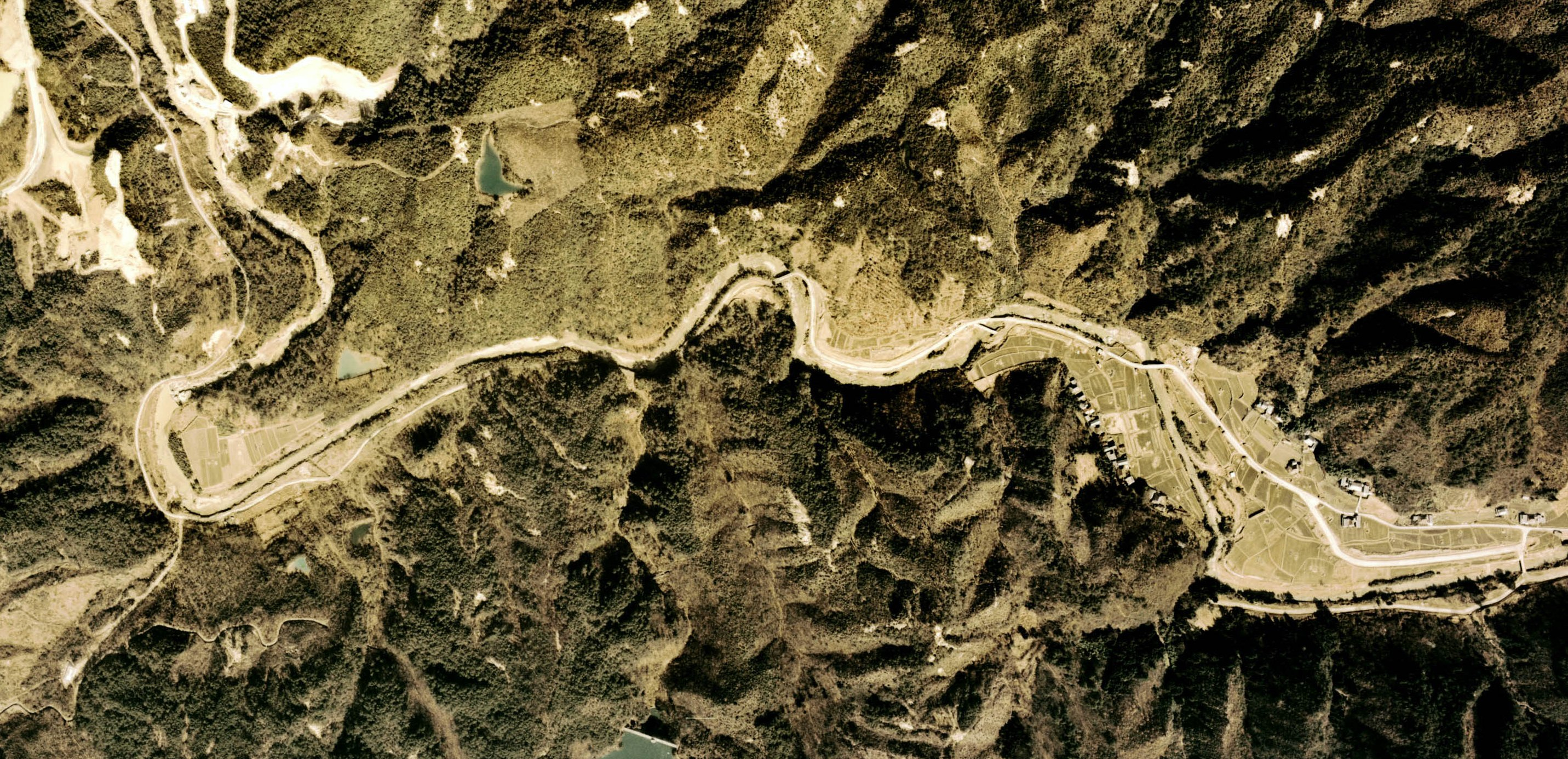
山田町衝原（1974年度撮影）

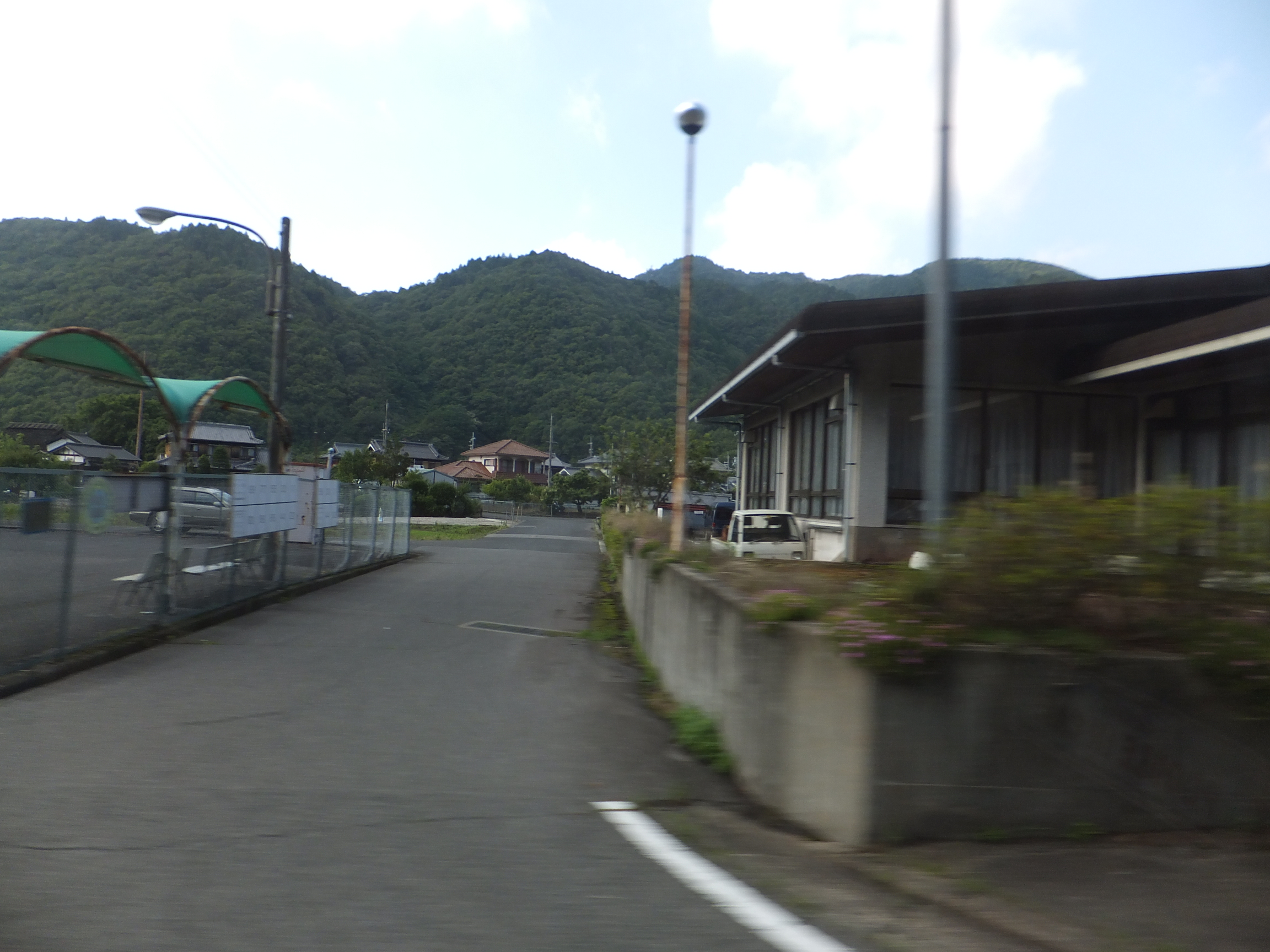
山田町衝原（2013年6月22日撮影）

- 山田川沿いにあり、呑吐ダム建設前はダム建設地に集落があったが、建設のために箱木千年家を含めて全集落が高台に移転した。[4] [5]東側は山田町坂本・西側は三木市志染町三津田・南側は山田町野瀬、山田町小河、西区押部谷町木津、押部谷町、押部谷町栄・北側は淡河町野瀬に接する。

### 字
- 中ノ瀬
- 畑坂
- 道南

## 歴史

### 町村制施行以降
- 1977年 - 呑吐ダムが完成する。[4]

### 字域の変遷
| 実施前                 | 実施年       | 実施後                 |
| ---------------------- | ------------ | ---------------------- |
| 武庫郡山田村大字衝原   | 1947年3月1日 | 神戸市兵庫区山田町衝原 |
| 神戸市兵庫区山田町衝原 | 1973年8月1日 | 神戸市北区山田町衝原   |

## 世帯数と人口
2021年（令和3年）12月31日現在の世帯数と人口は以下の通りである。
| 町丁       | 世帯数 | 人口 |
| ---------- | ------ | ---- |
| 山田町衝原 | 16世帯 | 35人 |

## 小・中学校の学区
市立小・中学校に通う場合、学区は以下の通りとなる。
| 町丁       | 番地 | 小学校             | 中学校             |
| ---------- | ---- | ------------------ | ------------------ |
| 山田町衝原 | 全域 | 神戸市立山田小学校 | 神戸市立山田中学校 |

## 交通

### 鉄道
地内には鉄道は通っていない。

### バス
- 神姫バス
  - 西脇急行線（通過のみ）
  - 三宮〜みなぎ台〜吉川線（通過のみ）
  - 三宮〜ネスタリゾート神戸線（通過のみ）
- 神戸市バス
  - 111系統

### 道路
- 山陽自動車道木見支線（明石海峡大橋アクセス道路）

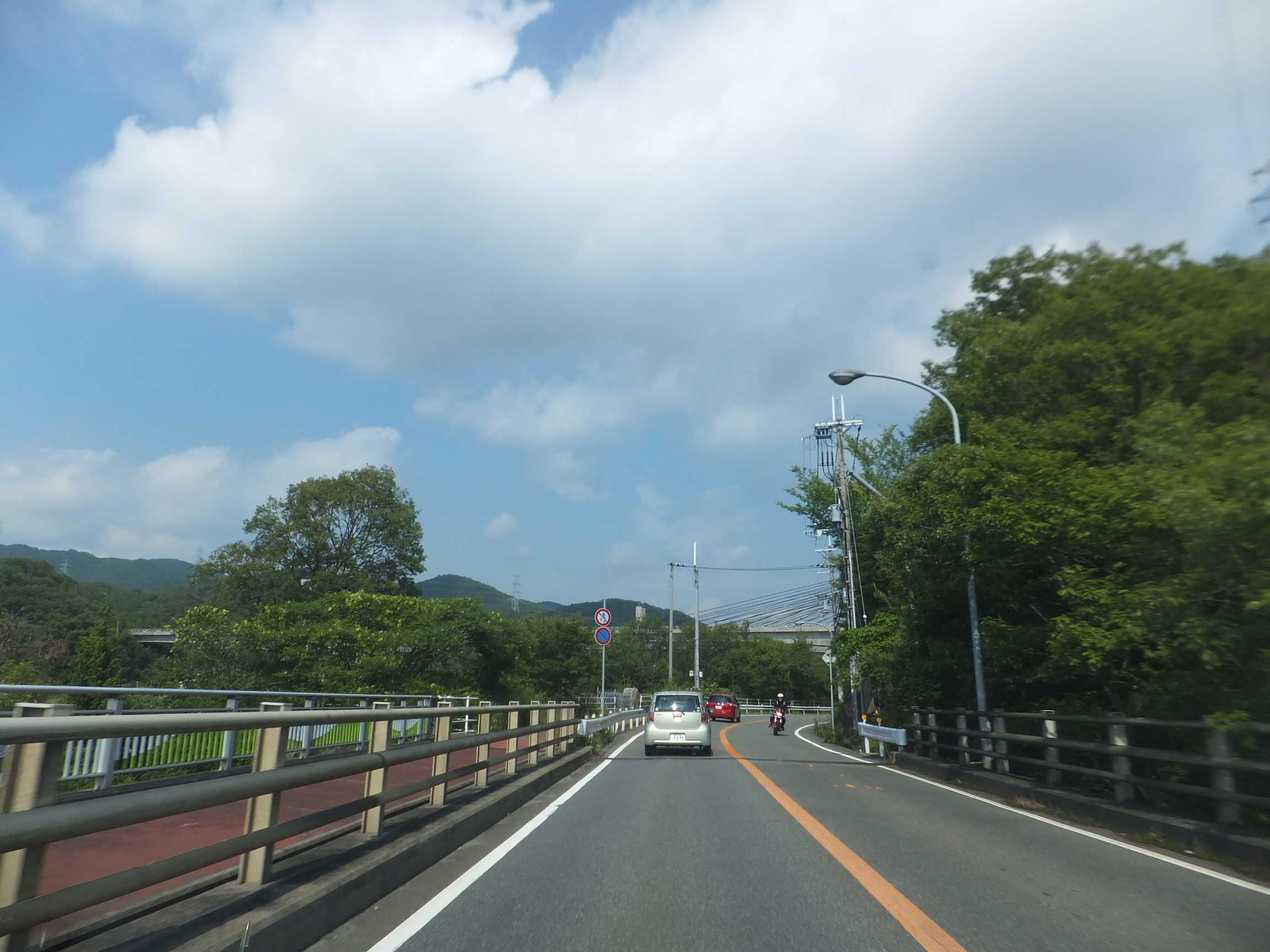
兵庫県道85号神戸加東線
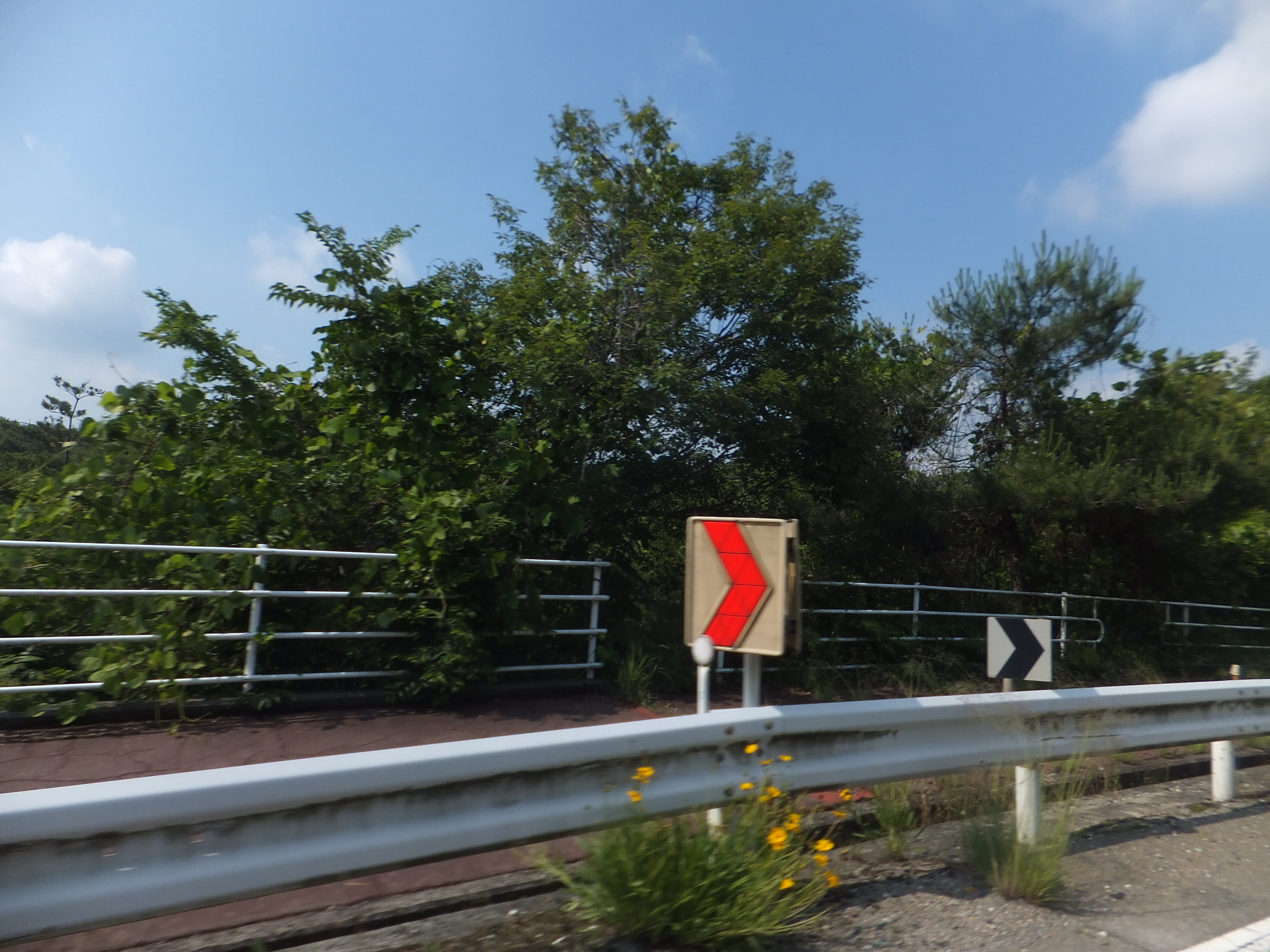
兵庫県道563号神出山田自転車道線

- 兵庫県道85号神戸加東線
- 兵庫県道563号神出山田自転車道線

## 施設

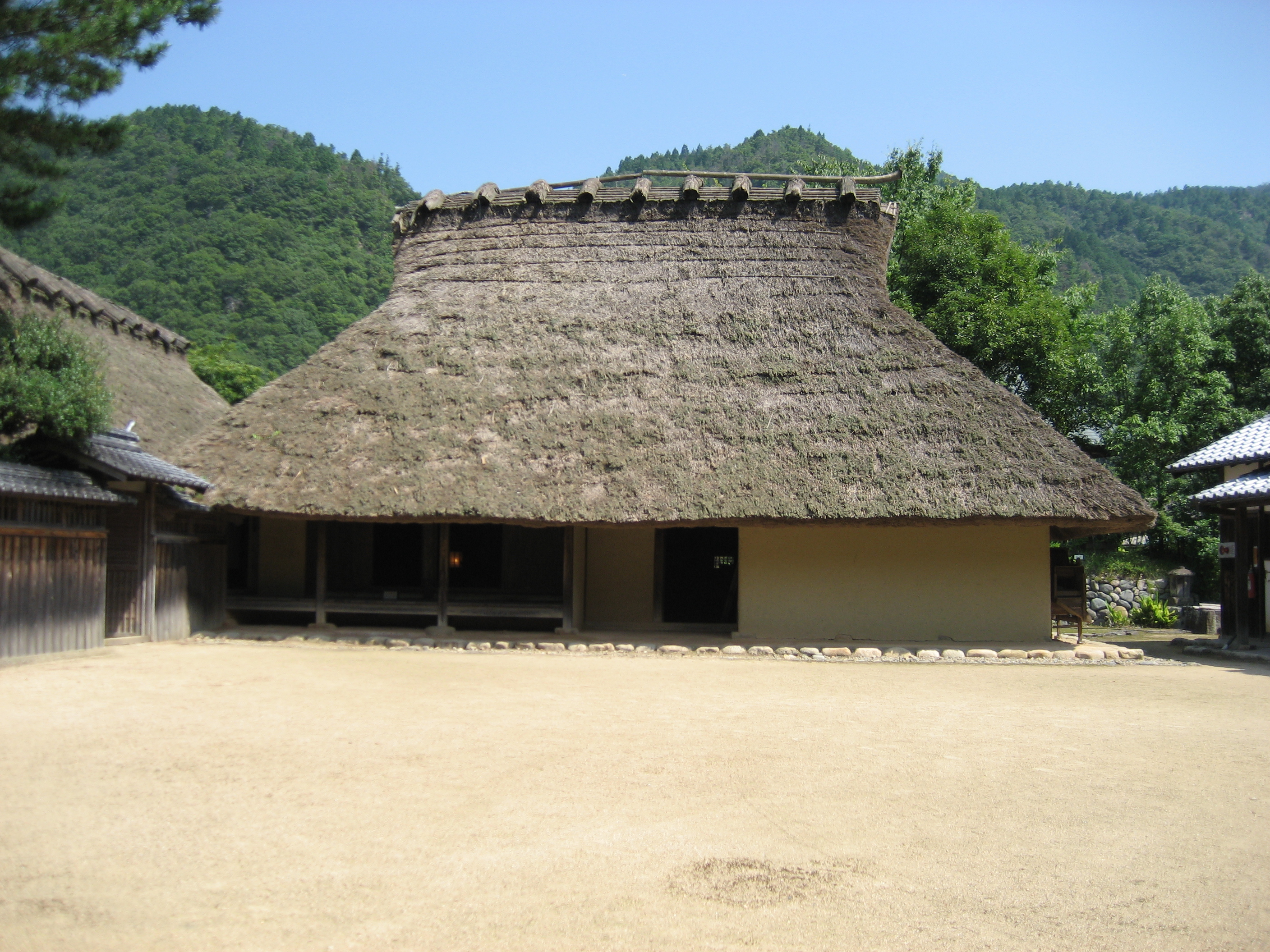
箱木千年家
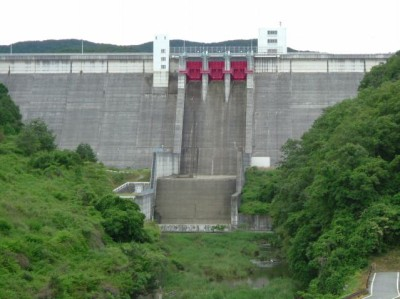
呑吐ダム
- つくはら湖－山田川疎水
- 北神戸サーキット

- 箱木千年家
- 呑吐ダム